# Criteri RECIST
I criteri RECIST (Response Evaluation Criteria in Solid Tumors) sono un sistema creato dal RECIST Working Group utilizzato in radiologia oncologica per la stima della risposta ai trattamenti citostatici (chemioterapia antitumorale e radioterapia). Tali criteri sono primariamente dimensionali, applicabili indistintamente a tutte le metodiche radiologiche (tranne l'ecografia)  e consentono di determinare se un paziente ha avuto una risposta alle terapie completa o parziale oppure se la sua malattia è stabile o è andata in progressione.
L'ultima versione dei criteri RECIST è la 1.1 (RECIST 1.1).
Nel determinare la risposta devono essere utilizzate massimo 5 lesioni (dette lesioni target, non più di 2 per organo) rappresentative della malattia del paziente. I linfonodi per essere misurabili devono avere una lunghezza dell'asse corto di almeno 15 mm ed in generale lesioni più piccole di un centimetro non sono da tenere in considerazione (linfonodi di dimensioni inferiori al centimetro sono da considerare non patologici).
Le metastasi ossee con componente di tessuto molle di diametro inferiore al centimetro non vanno considerate per via della loro tendenza a calcificare ed ingrandirsi anche in assenza di progressione, mentre cautela va esercitata nella misurazione di lesioni con componenti liquide o cistiche.
In alcuni casi è necessaria un'attenta diagnosi differenziale per escludere lesioni non di pertinenza oncologica dal conteggio.
Le lesioni di carcinosi peritoneale o pleuriche sono difficilmente misurabili.
La Tomografia a emissione di positroni può anch'essa essere utilizzata per lo studio della risposta alle terapie citostatiche. Per approfondimenti al riguardo si rimanda alla voce dedicata (Standardized Uptake Value o SUV, Score Deauville e criteri PERCIST).
| Tipo di risposta         | Criteri |
| ------------------------ | --- |
| Risposta Completa        | Scomparsa di tutte le lesioni dopo 4 settimane dal trattamento (tutti i linfonodi prima identificati come patologici devono avere diametro inferiore ai 10 mm), negativizzazione dei marker tumorali sierici |
| Risposta Parziale        | Riduzione della somma dei diametri di tutte le lesioni pari almeno al 30% |
| Progressione di Malattia | Incremento relativo della somma dei diametri di almeno il 20% e in assoluto di almeno 5 mm, comparsa di almeno una nuova lesione, inequivocabile progressione di una lesione non target. (nei criteri RECIST 1.1 la comparsa di una nuova lesione captante alla FDG PET deve essere confermata da un analogo dato TC) |
| Malattia Stabile         | Tutti i casi non appartenenti alle descrizioni precedenti oppure persistenza di una lesione non target oppure marker sierici sopra la norma anche in assenza di lesioni radiologicamente evidenti |

## MD Anderson Response Criteria
I criteri MDA sono utilizzabili per lo studio delle metastasi ossee.
| Tipo di risposta         | Criteri |
| ------------------------ | --- |
| Risposta Completa        | Completa sclerotizzazione di tutte le lesioni litiche rilevate alla TC o alla radiografia, riscontro di normale densità alla TC, normalizzazione del segnale RM, normalizzazione dell'uptake di radiofarmaco osteotropo alla scintigrafia ossea |
| Risposta Parziale        | Formazione di un orletto sclerotico a livello delle lesioni litiche rilevate alla TC o radiografia o incompleta sclerotizzazione. Flare osteosclerotico (comparsa temporanea di un orletto sclerotico o di nuove lesioni sclerotiche senza segni di progressione di malattia ossea), riduzione di almeno del 50% del diametro delle lesioni e del 50% dell'uptake di radiofarmaco |
| Progressione di Malattia | Comparsa di nuove lesioni, loro incremento di almeno il 25% in diametro o aumento dell'uptake di radiofarmaco osteotropo pari almeno al 25% |
| Malattia Stabile         | Nessuna nuova lesione, Incremento di meno del 25% o riduzione inferiore al 50% del diametro o dell'uptake del radiofarmaco osteotropo. |

## Criteri di risposta all'immunoterapia (irRC, irRECIST e iRECIST)
La sempre maggiore diffusione dei trattamenti immunoterapici (volti a modulare le difese immunitarie del paziente contro le malattie neoplastiche) ha comportato la necessità di creare dei criteri specifici per valutarne la risposta, in quanto molto spesso è possibile osservare in questi pazienti fenomeni di pseudoprogressione come anche di stabilizzazione della malattia a lungo termine. Tali effetti vanno interpretati come risposta alla terapia, in quanto l'effetto immunomodulante e delle target therapy spesso non è tumoricida, ma solo tumoristatico; mentre la pseudoprogressione è un temporaneo ingrandimento delle lesioni o incremento dell'uptake di FDG nei giorni subito successivi alla somministrazione degli immunomodulanti dovuto all'edema ed all'infiltrato di cellule dell'infiammazione all'interno delle lesioni.
I criteri per definire la risposta all'immunoterapia sono i seguenti:
- irRC (Immune-Related Response Criteria)
- irRECIST (Immune-Related Response Evaluation Criteria in Solid Tumors)
- iRECIST (Immune Response Evaluation Criteria in Solid Tumors)

| Risposta                 | irRC                                                                                                | irRECIST | iRECIST |
| ------------------------ | --------------------------------------------------------------------------------------------------- | --- | --- |
| Risposta Completa        | Completa scomparsa di tutte le lesioni in 2 esami ripetuti a distanza di 4 settimane uno dall'altro | Completa scomparsa di tutte le lesioni non linfonodali (i linfonodi devono avere diametro all'asse corto minore di 10 mm, non serve esame di conferma)         | Completa scomparsa di tutte le lesioni in 2 esami ripetuti a distanza di 4 settimane uno dall'altro                                                                                             |
| Risposta Parziale        | Diminuzione del burden tumorale di almeno il 50% confermato dopo 4 settimane                        | Diminuzione del tumor burden di almeno il 30% rispetto all'esame di stadiazione                                                                                | Diminuzione del tumor burden di almeno il 30% rispetto all'esame di stadiazione , non devono comparire nuove lesioni e non deve esserci progressione a carico di lesioni non target             |
| Malattia Stabile         | Non definita                                                                                        | Non definita | Non definita |
| Progressione di Malattia | Incremento di almeno il 25% del tumor burden confermato dopo 4 settimane dalla prima valutazione    | Incremento relativo di almeno il 20% del tumor burden ed assoluto di almeno 5 mm rispetto alla stadiazione confermato dopo 4 settimane dalla prima valutazione | Non confermata: comparsa di nuova lesione o incremento del tumor burden del 20%; confermata: nuove lesioni o ulteriore loro incremento dimensionale dopo 4-8 settimane dalla prima valutazione. |

| Regole                                    | irRC | irRECIST | iRECIST |
| ----------------------------------------- | --- | --- | --- |
| Criteri di inclusione                     | Somma dei prodotti dei diametri delle lesioni target (massimo 10 viscerali, massimo 5 cutanee e 5 per organo) | Somma dei diametri massimi di tutte le lesioni (i linfonodi vanno misurati lungo l'asse corto). Si definiscono massimo 5 lesioni in tutto l'esame (non più di 2 per organo). Le lesioni devono avere un diametro pari almeno a 10 mm (i linfonodi almeno 15 mm) | Somma dei diametri massimi di tutte le lesioni (i linfonodi vanno misurati lungo l'asse corto). Si definiscono massimo 5 lesioni in tutto l'esame (non più di 2 per organo). Le lesioni devono avere un diametro pari almeno a 10 mm (i linfonodi almeno 15 mm) |
| Nuova lesione misurabile al follow-up     | Si aggiunge al tumor burden                                                                                   | Si aggiunge al tumor burden (i linfonodi vanno misurati lungo l'asse corto, le altre lesioni a livello del diametro maggiore) | Come RECIST 1.1 (le nuove lesioni devono essere confermate nel follow-up). La comparsa di ulteriori nuove lesioni al follow up è indice di progressione di malattia.                                                                                            |
| Nuova lesione non misurabile al follow-up | Non si aggiunge al tumor burden ma esclude la risposta completa                                               | Se la lesione diventa misurabile al follow up è indice di progressione di malattia, altrimenti esclude la risposta completa | Come RECIST 1.1 (le nuove lesioni devono essere confermate nel follow-up). La comparsa di ulteriori nuove lesioni al follow up è indice di progressione di malattia.                                                                                            |